# Сидящий одесную
«Сидящий одесную» (итал. Seduto alla sua destra) — драматический кинофильм режиссёра Валерио Дзурлини. Участвовал в программе Венецианского кинофестиваля, но фестиваль был отменён в связи с майскими событиями.

## Сюжет
Морис Лалуби, лидер освободительного движения одной из стран Центральной Африки, схвачен и вместе с солдатом и вором-итальянцем Оресте посажен в тюрьму, где подвергается пыткам.
Основано на биографии Патриса Лумумбы.

## В ролях
- Вуди Строуд — Морис Лалуби
- Франко Читти — Оресте
- Жан Серве — командир
- Пьер Паоло Каппони — офицер
- Стивен Форсайт
- Лучано Лоргас
- Сальво Базиле
- Джузеппе Трансокки
- Сильвио Фьоре
- Ренцо Росси
- Мирелла Панфини

## Награды и номинации
Международный кинофестиваль в Чикаго
- Гран-при — «Золотой Хьюго» (номинация)

NAACP Image Award
- Лучшая мужская роль (номинация)

Серебряная лента
- Лучшая операторская работа в цвете (номинация)